# Steve Cohen
Stephen Ira Cohen (nacido el 24 de mayo de 1949) un abogado y político estadounidense que se desempeña como representante de los Estados Unidos por el 9.º distrito congresional de Tennessee desde 2007. Es miembro del Partido Demócrata. El distrito incluye las tres cuartas partes occidentales de Memphis. Cohen es el primer congresista judío de Tennessee y, desde 2023, ha sido el decano y el único demócrata en la delegación congresional del estado.

## Primeros años y educación
Cohen nació en Memphis, Tennessee, el 24 de mayo de 1949, hijo de Genevieve (de soltera Goldsand) y del pediatra Morris David Cohen. Tiene dos hermanos mayores, Michael Corey y Martin D. Cohen.  Es un memfiano de cuarta generación y nieto de inmigrantes judíos de Lituania y Polonia. Su abuelo inmigrante era dueño de un quiosco de periódicos. Cohen contrajo polio cuando tenía cinco años, lo que lo llevó a cambiar su enfoque de los deportes a la política a una edad temprana. Cuando tenía 11 años, John F. Kennedy hizo una parada de campaña en Memphis, y Cohen tomó una foto de Kennedy sentado en un convertible. Cohen describe a Kennedy como su héroe político; la foto todavía cuelga en su oficina.
En 1961, la familia de Cohen se mudó a Coral Gables, Florida, donde su padre realizó una residencia en psiquiatría en la Universidad de Miami. De 1964 a 1966, los Cohen vivieron en Pasadena, California, donde el Dr. Cohen completó una beca en psiquiatría pediátrica en la Universidad del Sur de California. Cohen, que había estado asistiendo a la Escuela Politécnica de Pasadena, regresó a Florida en 1966 para graduarse de Coral Gables Senior High School antes de regresar a Memphis, donde su padre estableció su práctica privada de psiquiatría.
Cohen se graduó de la Universidad de Vanderbilt en 1971 con una licenciatura en Artes. En Vanderbilt, fue miembro del capítulo Alpha Gamma de la fraternidad Zeta Beta Tau.  En 1973, se graduó de la Facultad de Derecho de la Universidad Estatal de Memphis (ahora Facultad de Derecho Cecil C. Humphreys de la Universidad de Memphis ) con un doctorado en Derecho. Cohen no está casado y vive en un barrio de Midtown. 

## Posiciones políticas

### Currículo de libros
En enero de 2022, cuando la junta de fideicomisarios de las Escuelas del Condado de McMinn en Tennessee, en una decisión unánime de 10-0, eliminó la novela gráfica Maus, ganadora del Premio Pulitzer, del plan de estudios de las clases de inglés de octavo grado, anulando una decisión del currículo estatal, Cohen criticó la decisión y expresó su esperanza de que fuera revertida.

### Presupuesto
Cohen votó en contra de priorizar el gasto en caso de alcanzar el límite de deuda. Votó a favor de crear un paquete de recuperación económica de $825 mil millones, así como un estímulo adicional de $192 mil millones en 2009 para combatir la recesión. Apoyó paquetes de estímulo adicionales y rescates, como el rescate de GM y Chrysler.
Cohen apoya el aumento de los salarios del Senado y la extensión de los beneficios por desempleo de 39 a 59 semanas. Se opone a cualquier movimiento para privatizar la Seguridad Social.

### Control de armas
Cohen apoya la prohibición de ventas privadas de armas sin una verificación de antecedentes y las "ventas rápidas" de armas de fuego, pero apoya el derecho a portar armas de fuego ocultas. También apoya la educación sobre la seguridad de las armas para niños a través de un programa escolar. Cohen fue uno de los 80 miembros de la Cámara que firmaron una carta dirigida a Obama instándolo a prohibir la importación de armas semiautomáticas de estilo militar.

### Energía
Para expandir los fondos disponibles para la investigación y desarrollo de fuentes de energía alternativa, Cohen apoya un impuesto sobre las ganancias excesivas de las compañías petroleras. Apoya las inversiones en energía solar, eólica y en automóviles híbridos. También apoya ofrecer créditos fiscales e incentivos a las empresas que adopten métodos de energía renovable y limpia. Cohen apoya la regulación de los precios del petróleo y el gas, y busca criminalizar a los cárteles petroleros como la OPEP. Se opone a la perforación en alta mar y busca revocar los incentivos fiscales para la exploración de petróleo y gas.

### Medio ambiente
Cohen es miembro del Caucus Progresista del Congreso y apoya la conservación ambiental. Se opuso a una resolución que prohibiría a la EPA regular las emisiones y también se opone a permitir la perforación en alta mar. Apoya la expansión del transporte público y las líneas de tren.
Cohen ha dicho que varias especies animales más deberían ser clasificadas como en peligro de extinción y, por lo tanto, recibir protección. Cree que las experiencias de aula al aire libre deberían expandirse mediante un financiamiento federal masivo.

### Cuidado de la salud
Cohen cree que una atención médica adecuada es un derecho básico y se ha opuesto a cualquier recorte en el financiamiento de la salud. Ha votado varias veces para extender la cobertura de salud a través de fondos federales.
El 10 de mayo de 2012, en una audiencia de un subcomité de la Cámara sobre la legislación de transparencia de los fideicomisos de asbestos, Cohen describió a los abogados de los demandantes que lo contactaron sobre la enfermedad de su amigo Warren Zevon como "parásitos". Dijo que Zevon, quien murió de cáncer relacionado con el asbesto, no buscó un abogado ni quiso daños. A pesar de los sentimientos de Cohen, habló en contra del proyecto de ley.

### Cannabis
Cohen ha apoyado varios esfuerzos para legalizar el cannabis en el Congreso. Copatrocinó la Ley para Terminar la Prohibición Federal de la Marihuana cuando se introdujo por primera vez en 2011 y cada año en que se ha vuelto a presentar. Otras leyes que ha copatrocinado incluyen la Ley para Regular la Marihuana como el Alcohol, la Ley de Justicia de la Marihuana, la Ley de Libertad y Oportunidad de la Marihuana, y la Ley de Oportunidad, Reinversión y Eliminación de la Marihuana (MORE Act). Cohen también ha presentado la Ley CARERS en varios años (2015, 2017 y 2019) para legalizar el uso medicinal del cannabis. Fue el orador principal en la gala anual del Marijuana Policy Project en enero de 2010.